# Isabelle Wallace
Isabelle Wallace (Inverness, 7 september 1996) is een tennisspeelster uit Australië. Ze werd in Schotland geboren, maar ging op tienjarige leeftijd naar Australië. Ze speelde daarom afwisselend voor het Verenigd Koninkrijk en Australië.
Op vijfjarige leeftijd begon zij met het spelen van tennis.
In 2018 haalde ze samen met Naiktha Bains een wildcard voor het damesdubbelspeltoernooi van het Australian Open, en maakte zo haar debuut op een grandslamtoernooi. Bains en Wallace verloren de eersterondepartij met 3-6, 2-6 van het Kazachs/Poolse duo Zarina Diyas/Magda Linette.

## Posities op deWTA-ranglijst
Positie per einde seizoen:
| jaar | rang enkelspel | rang dubbelspel |
| ---- | -------------- | --------------- |
| 2012 | 1158           | 1231            |
| 2014 | 702            | 950             |
| 2015 | 779            | 796             |
| 2016 | 646            | 634             |
| 2017 | 276            | 326             |
| 2018 | 304            | 525             |

## Resultaten grandslamtoernooien
| Legenda | Legenda                          |
| ------- | -------------------------------- |
| g.t.    | geen toernooi gehouden           |
| l.c.    | lagere categorie                 |
| –       | niet deelgenomen                 |
| G       | uitgeschakeld in de groepsfase   |
| 1R      | uitgeschakeld in de eerste ronde |
| 2R      | uitgeschakeld in de tweede ronde |
| 3R      | uitgeschakeld in de derde ronde  |
| 4R      | uitgeschakeld in de vierde ronde |
| KF      | uitgeschakeld in de kwartfinale  |
| HF      | uitgeschakeld in de halve finale |
| F       | de finale verloren               |
| W       | het toernooi gewonnen            |
| w-v     | winst/verlies-balans             |

### Enkelspel
| toernooi        | 2018 |
| --------------- | ---- |
| Australian Open | –    |
| Roland Garros   | 1R   |
| Wimbledon       | –    |
| US Open         | –    |

### Vrouwendubbelspel
| toernooi        | 2018 | 2019 |
| --------------- | ---- | ---- |
| Australian Open | 1R   | 1R   |
| Roland Garros   | –    | –    |
| Wimbledon       | –    | –    |
| US Open         | –    | –    |